# De Havilland Hawk Moth
O de Havilland DH.75 Hawk Moth foi um monoplano britânico para quatro passageiros construído pela de Havilland na década de 1920.

## Design e desenvolvimento
O DH.75 Hawk Moth foi o primeiro da família de monoplanos Moth de asa alta, e foi designado para transporte leve e táxi aéreo para exportação. A aeronave possuía fuselagem de aço com asas de madeira cobertas por lona. O Hawk Moth realizou o seu primeiro voo de Edgware, Londres em 7 de dezembro de 1928. A primeira aeronave utilizava um motor V8 de Havilland Ghost com 200 hp (149 kW), este mostrou-se com potência insuficiente para a aeronave e então foi posteriormente equipado com um motor de 240 hp (179 kW) Armstrong Siddeley Lynx. Por conta desta implementação mudanças tiveram que ser realizadas na estrutura incluindo aumento da envergadura e corda das asas, após estas melhorias a aeronave recebeu a denominação de DH.75A.
Em dezembro de 1929 a aeronave foi demonstrada no Canadá com utilização de trem de pouso de rodas e esquis. Seguido de testes com um segundo modelo com flutuadores, o governo Canadiano encomendou três unidades para uso civil. A primeira unidade Canadiana não possuía portas laterais e nem flutuadores, este modelo foi utilizado pelo Controle de Aviação Civil Canadiano. Mais teste foram realizados pela de Havilland Canada em 1930, e a segunda e a terceira aeronave foram liberadas para usar flutuadores. Com restrições de carga quando equipados com os flutuadores as aeronaves Canadianas foram operadas apenas com esquis ou rodas. Na tentativa de competir com as aeronaves designadas nos Estados Unidos, a oitava unidade foi equipada com um motor de 300 hp (224 kW) Wright Whirlwind e denominada DH.75B. A produção foi encerrada e duas aeronaves não foram completadas.

## Histórico operacional
Com três aeronaves operando no Canadá outros dois foram exportados para a Austrália. Uma das aeronaves australianas foi usada pela aviadora Amy Johnson para realizar um voo de Brisbane à Sydney em 1930 quando seu Moth Jason foi avariado.

## Variantes
DH.75
Protótipo com motor de Havilland Ghost V8; um construído, depois re-motorizado.
DH.75A
Versão de produção com motor radial a pistão Armstrong Siddeley Lynx VIA; seis construídos.
DH.75B
Aeronave de de produção final equipado com motor radial Wright Whirlwind de 300hp; um construído.

## Operadores
Austrália
 Canadá
- Real Força Aérea Canadiana

 Reino Unido